# Terremoto de Atenas de 1999

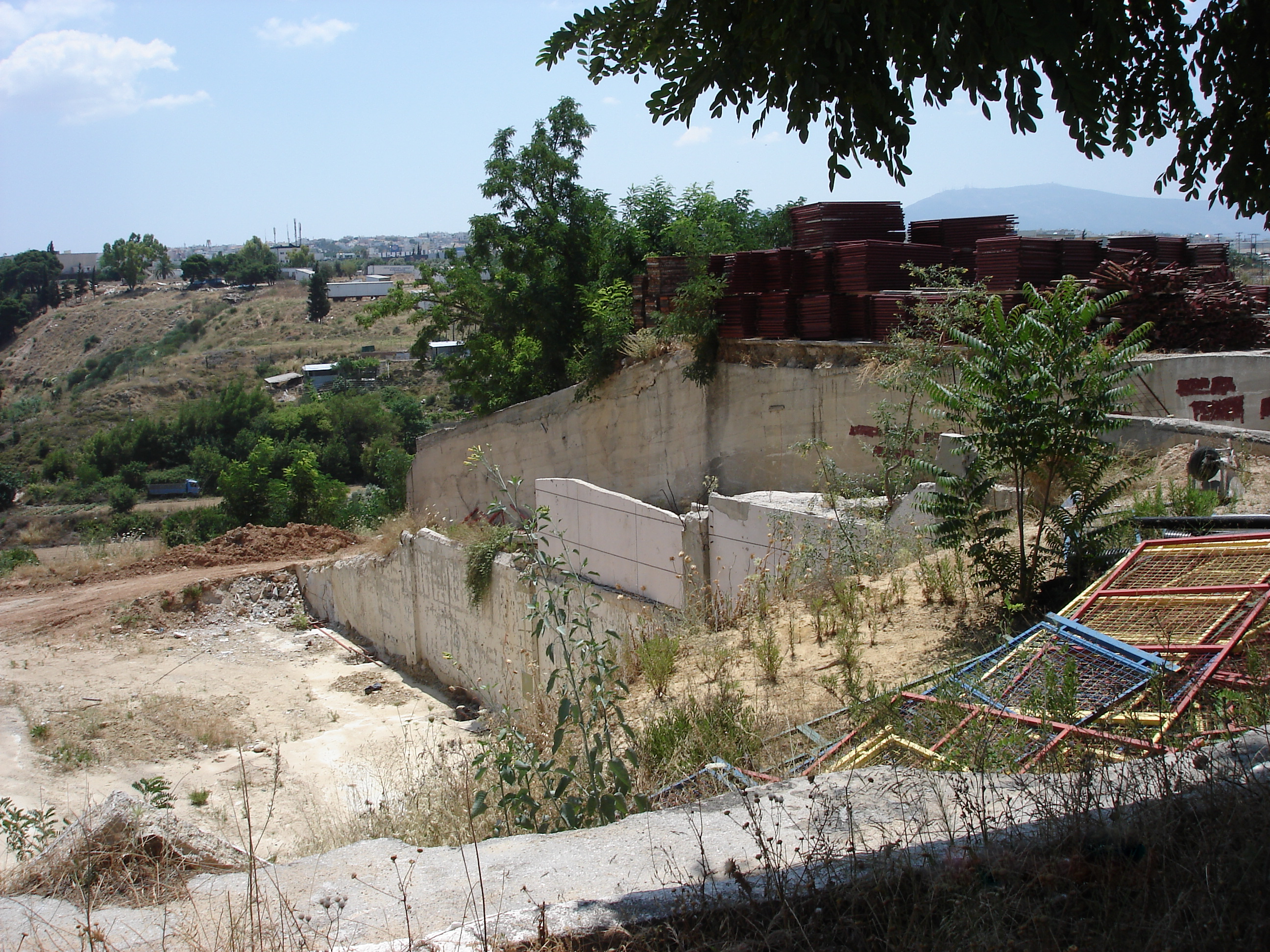
Ricomex industry (Vileda)

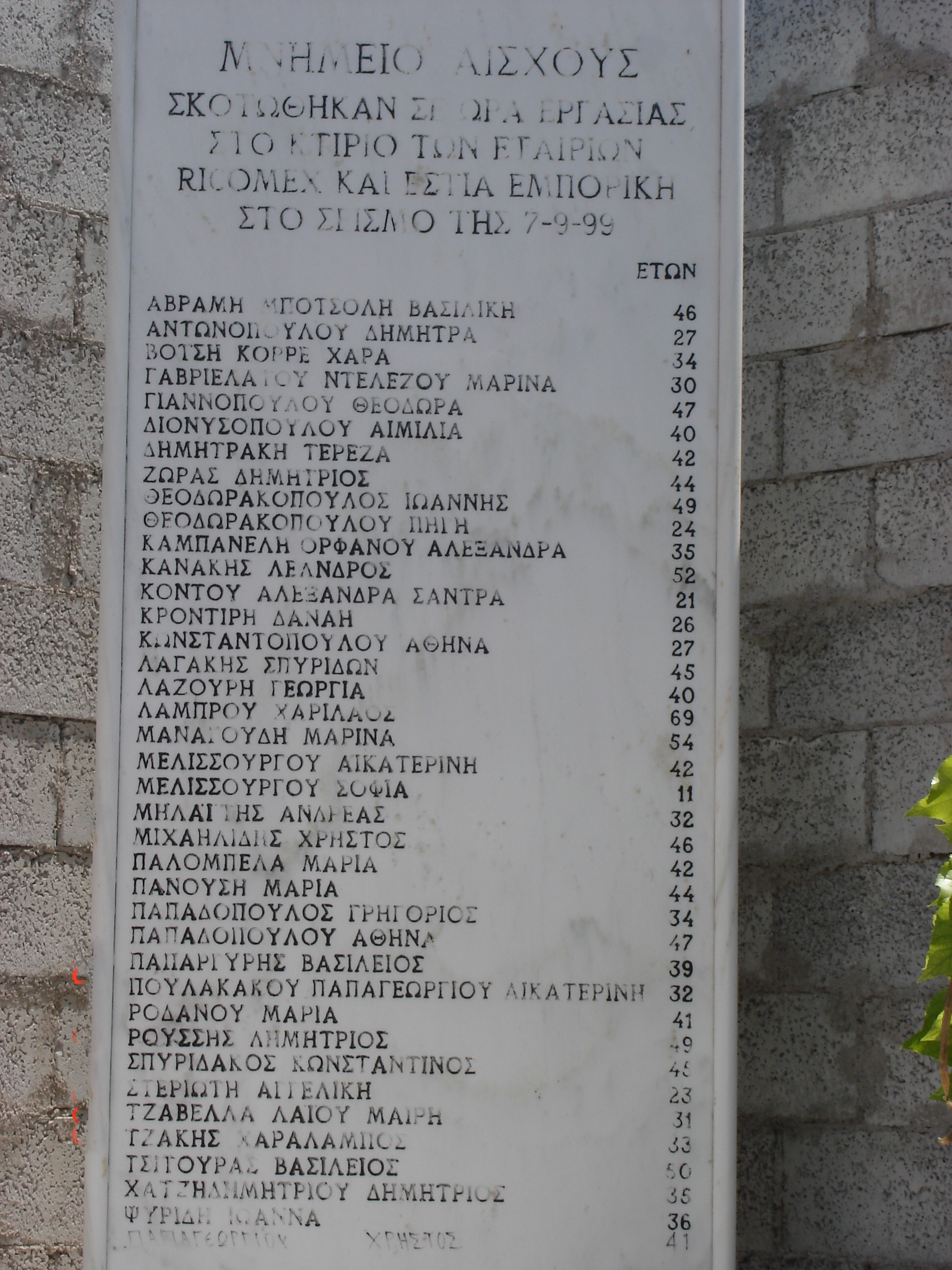
Ricomex industry (Vileda) monument

El terremoto de Atenas de 1999 fue un terremoto de magnitud 6.0 grados en la escala Richter que ocurrió a las 14:56 hora local del 7 de septiembre y duró 4 minutos en Ano Liosia, Grecia, una pequeña ciudad cercana a la capital del país Atenas. El temblor tuvo su epicentro a aproximadamente 133 kilómetros al noroeste del centro de la ciudad, en un área poco poblada entre la ciudad de clase trabajadora de Acarnas y el parque nacional del Monte Parnés. Su proximidad al Área Metropolitana de Atenas resultó en daños estructurales extensos, principalmente a las ciudades cercanas de Ano Liossia, Acarnas, Fyli y Thrakomakedones así como los suburbios del norte ateniense de Kifissia, Metamorfosi, Kamatero y Nea Philadelphia. Más de 100 edificios (incluyendo tres grandes fábricas) en esas áreas colapsaron atrapando a una gran cantidad de personas entre los escombros y docenas de edificaciones quedaron muy dañadas; 143 personas perdieron la vida y alrededor de 1600 resultaron heridas en uno de los desastres naturales más mortíferos que Grecia sufrió en casi un siglo. El evento tomó por sorpresa a los sismólogos griegos por ser causado por una falla previamente desconocida, originándose en un área que, por mucho tiempo, fue considerada de una sismicidad particularmente baja. La aceleración más alta registrada fue de 8.2 grados, a 15 km del epicentro, con atenuación de 8.3 grados de aceleración del centro.

## Configuración tectónica

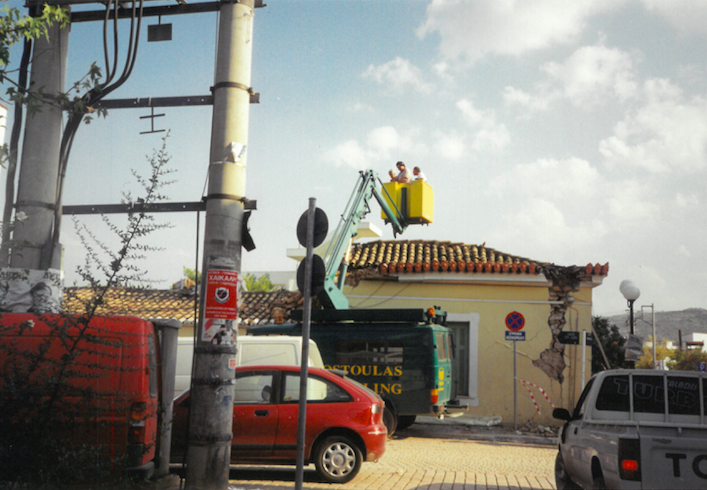
Ano Liossia.

Grecia es un país sísmicamente activo, ubicado en una zona compleja de interacción de las placas africana, euroasiática, del mar Egeo y de Anatolia. El sur de Grecia se encuentra en la placa del mar Egeo. La placa de Anatolia se mueve hacia el suroeste hacia la placa del mar Egeo a una velocidad de 3 cm por año en relación con la placa euroasiática. Mientras tanto, la subducción de la placa africana debajo de la placa del mar Egeo ocurre a un ritmo de 4 cm por año a lo largo de la zona de subducción helénica.

## Daños
El terremoto de 1999 fue el más devastador y más costoso desastre natural en afectar al país en los últimos 20 años. El último gran sismo que afectó a Atenas ocurrió el 24 de febrero de 1981, cerca de las islas Alkyonidas del Golfo de Corinto, a 87 km al oeste de la capital griega. Registró una magnitud de 6.7 grados y causó 20 muertos y daños considerables en la ciudad de Corinto, en ciudades cercanas y partes de los suburbios occidentales de Atenas.
Aparte de la proximidad del epicentro al Área Metropolitana de Atenas, este terremoto también se caracterizó por su hipocentro de muy poca profundidad combinado con un inusual alto grado de aceleración. Fuertes daños inesperados también afectaron a la ciudad de Adames. Las pérdidas tangibles se estimaron en 3 billones de dólares. Ningún daño estructural significativo fue reportado a la municipalidad de Atenas y los suburbios del sur y este de la capital; la Acrópolis de Atenas y el resto de los famosos monumentos antiguos de la ciudad escaparon ilesos del desastre o sufrieron daños menores. Un deslizamiento de tierra, así como varias fisuras, se registraron a lo largo del camino hacia el pico del Monte Parnés y se reportaron daños menores en la red de agua y alcantarillado próxima al epicentro.

## Ayuda turca
El temblor tuvo lugar casi un mes después del terremoto de İzmit, Turquía, del 17 de agosto del mismo año. Esta peculiar sucesión de sismos y ayuda mutua de ambos países conocida como la "diplomacia de terremoto greco-turca", en espera para mejorar las relaciones bilaterales, que estuvieron marcadas por décadas de mutua hostilidad. Turquía devolvió la ayuda enviada por Grecia inmediatamente después del terremoto turco; una fuerza especial se formó consistiendo de la Subsecretaría del primer ministro de Turquía (Bülent Ecevit era el jefe de Gobierno turco en ese entonces), las Fuerzas Armadas turcas, los ministerios de Asuntos Exteriores y de Asuntos Internos y la embajada griega en la capital turca, Ankara, fue contactada. La ayuda turca fue la primera en arribar a las áreas afectadas, con el primer equipo de rescate de 20 personas que llegó a Atenas 13 horas después del terremoto. Los consulados y la Embajada de Grecia en Turquía ofrecieron sus líneas telefónicas al ofrecimiento de ciudadanos turcos para donar sangre.